# Arrenurus pseudosetiger
Arrenurus pseudosetiger är en kvalsterart som först beskrevs av Marshall 1921.  Arrenurus pseudosetiger ingår i släktet Arrenurus och familjen Arrenuridae. Inga underarter finns listade i Catalogue of Life.